# الانقلاب العسكري الموريتاني 1980
نفذ الانقلاب العسكري الموريتاني 1980 في 4 يناير 1980. وقاده رئيس الوزراء حينها العقيد محمد خونة ولد هيداله، الذي استولى على السلطة من الرئيس المقدم محمد محمود ولد لولي. تولى هيد الله رئاسة اللجنة العسكرية الحاكمة للإنقاذ الوطني (CMSN) المكونة من 24 عضوا عسكريا وقد شُكلت بعد انقلاب سابق في عام 1979.
بعد الانقلاب، استمر ولد هيداله في العمل رئيسًا ورئيسًا للوزراء حتى 12 ديسمبر 1980، عندما عين حكومة مدنية بقيادة سيد أحمد ولد ابنيجارة رئيسًا للوزراء.